# Estados Unidos en la Copa América 2024
La selección de los Estados Unidos fue uno de los 16 equipos participantes en la Copa América 2024, torneo continental que se llevó a cabo entre el 20 de junio y el 14 de julio en el mismo país. Fue la quinta participación de los Estados Unidos.
Formó parte del Grupo C, junto a Uruguay, Panamá y Bolivia.

## Clasificación
La selección de Estados Unidos inició su camino a la Copa América desde la segunda ronda de la Liga A de la Liga de Naciones de la Concacaf. Por ser uno de los cuatro mejores ubicados en el ranking de Concacaf del mes de marzo de 2023, Estados Unidos avanzó directamente a los cuartos de final. Los encuentros se jugaron en noviembre de 2023 en juegos de ida y vuelta, tras resultar ganador de la llave ante Trinidad y Tobago, avanzó a las finales de la Liga de Naciones y clasificó a la Copa América 2024.

### Partidos
| Fecha                   | Lugar         | Jornada                   | Local             | Resultado | Visitante         |
| ----------------------- | ------------- | ------------------------- | ----------------- | --------- | ----------------- |
| 16 de noviembre de 2023 | Austin        | Cuartos de final - Ida    | Estados Unidos    | 3:0 (0:0) | Trinidad y Tobago |
| 20 de noviembre de 2023 | Puerto España | Cuartos de final - Vuelta | Trinidad y Tobago | 2:1 (1:1) | Estados Unidos    |

## Preparación

### Partidos oficiales
| Liga de Naciones de Concacaf Semifinales; 21 de marzo de 2024 | Estados Unidos                          | 3:1 (1:1, 0:1) (t. s.) | Jamaica  | AT&T Stadium, Arlington  |                          |
| 18:00 (UTC-5)                                                 | - Burke 90+6' (a.g.) - Wright 96', 109' | Reporte                | Leigh 1' | Árbitro(s): Selvin Brown | Árbitro(s): Selvin Brown |

| Uniformes | Uniformes |
| --------- | --------- |
|           |           |

| Liga de Naciones de Concacaf Final; 24 de marzo de 2024 | México | 0:2 (0:1) | Estados Unidos          | AT&T Stadium, Arlington  |                          |
| 20:15 (UTC-5)                                           |        | Reporte   | - Adams 45' - Reyna 63' | Árbitro(s): Drew Fischer | Árbitro(s): Drew Fischer |

| Uniformes | Uniformes |
| --------- | --------- |
|           |           |

### Amistosos previos
| 9 de septiembre de 2023 | Estados Unidos                                | 3:0 (1:0) | Uzbekistán | Citypark, San Luis         |                            |
| 15:30 (UTC-6)           | - Weah 4' - Pepi 90+1' - Pulisic 90+5' (pen.) | Reporte   |            | Árbitro(s): Nelson Salgado | Árbitro(s): Nelson Salgado |

| Uniformes | Uniformes |
| --------- | --------- |
|           |           |

| 12 de septiembre de 2023 | Estados Unidos                                                 | 4:0 (1:0) | Omán | Allianz Field, Saint Paul |                           |
| 19:00 (UTC-5)            | - Balogun 13' - Aaronson 60' - Pepi 79' - Al-Braiki 81' (a.g.) | Reporte   |      | Árbitro(s): Mario Escobar | Árbitro(s): Mario Escobar |

| Uniformes | Uniformes |
| --------- | --------- |
|           |           |

| 14 de octubre de 2023 | Estados Unidos | 1:3 (1:1) | Alemania                                    | Pratt & Whitney Stadium at Rentschler Field, East Hartford |                               |
| 14:00 (UTC-4)         | Pulisic 27'    | Reporte   | - Gündoğan 39' - Füllkrug 58' - Musiala 61' | Árbitro(s): Fernando Guerrero                              | Árbitro(s): Fernando Guerrero |

| Uniformes | Uniformes |
| --------- | --------- |
|           |           |

| 17 de octubre de 2023 | Estados Unidos                                      | 4:0 (4:0) | Ghana | Geodis Park, Nashville  |                         |
| 19:30 (UTC-5)         | - Reyna 10', 39' - Pulisic 19' (pen.) - Balogun 22' | Reporte   |       | Árbitro(s): Marco Ortiz | Árbitro(s): Marco Ortiz |

| Uniformes | Uniformes |
| --------- | --------- |
|           |           |

| 20 de enero de 2024 | Estados Unidos | 0:1 (0:1) | Eslovenia    | Toyota Field, San Antonio   |                             |
| 15:00 (UTC-5)       |                | Reporte   | Gradišar 26' | Árbitro(s): Pierre Lauziere | Árbitro(s): Pierre Lauziere |

| Uniformes | Uniformes |
| --------- | --------- |
|           |           |

| 8 de junio de 2024 | Estados Unidos | 1:5 (0:2) | Colombia                                                           | FedExField, Landover           |                                |
| 16:30 (UTC-5)      | Weah 58'       | Reporte   | - Arias 6' - Borré 19' - Ríos 77' - Carrascal 85' - Sinisterra 88' | Árbitro(s): Fernando Hernández | Árbitro(s): Fernando Hernández |

| Uniformes | Uniformes |
| --------- | --------- |
|           |           |

| 12 de junio de 2024 | Estados Unidos | 1:1 (1:1) | Brasil      | Camping World Stadium, Orlando |                           |
| 18:00 (UTC-5)       | Pulisic 26'    | Reporte   | Rodrygo 17' | Árbitro(s): Said Martínez      | Árbitro(s): Said Martínez |

| Uniformes | Uniformes |
| --------- | --------- |
|           |           |

## Plantel

### Lista de convocados
Entrenador:  Gregg Berhalter
| No. | Pos. | Jugador                | Fecha de nacimiento (edad)         | Apa. | Goles | Club                     |
| --- | ---- | ---------------------- | ---------------------------------- | ---- | ----- | ------------------------ |
| 1   | POR  | Matt Turner            | 24 de junio de 1994 (29 años)      | 41   | 0     | Nottingham Forest F. C.  |
| 2   | DEF  | Cameron Carter-Vickers | 31 de diciembre de 1997 (26 años)  | 17   | 0     | Celtic F. C.             |
| 3   | DEF  | Chris Richards         | 28 de marzo de 2000 (24 años)      | 18   | 1     | Crystal Palace F. C.     |
| 4   | MED  | Tyler Adams            | 14 de febrero de 1999 (25 años)    | 39   | 2     | AFC Bournemouth          |
| 5   | DEF  | Antonee Robinson       | 8 de agosto de 1997 (26 años)      | 43   | 4     | Fulham F. C.             |
| 6   | MED  | Yunus Musah            | 29 de noviembre de 2002 (21 años)  | 37   | 0     | A. C. Milan              |
| 7   | MED  | Giovanni Reyna         | 13 de noviembre de 2002 (21 años)  | 28   | 8     | Nottingham Forest F. C.  |
| 8   | MED  | Weston McKennie        | 28 de agosto de 1998 (25 años)     | 53   | 11    | Juventus F. C.           |
| 9   | DEL  | Ricardo Pepi           | 9 de enero de 2003 (21 años)       | 25   | 10    | PSV Eindhoven            |
| 10  | DEL  | Christian Pulisic      | 18 de septiembre de 1998 (25 años) | 68   | 29    | A. C. Milan              |
| 11  | DEL  | Brenden Aaronson       | 22 de octubre de 2000 (23 años)    | 41   | 8     | F. C. Unión Berlín       |
| 12  | DEF  | Miles Robinson         | 14 de marzo de 1997 (27 años)      | 29   | 3     | F. C. Cincinnati         |
| 13  | DEF  | Tim Ream               | 5 de octubre de 1987 (36 años)     | 58   | 1     | Fulham F. C.             |
| 14  | MED  | Luca de la Torre       | 23 de mayo de 1998 (26 años)       | 21   | 0     | R. C. Celta de Vigo      |
| 15  | MED  | Johnny Cardoso         | 20 de septiembre de 2001 (22 años) | 13   | 0     | Real Betis Balompié      |
| 16  | DEF  | Shaquell Moore         | 2 de noviembre de 1996 (27 años)   | 19   | 1     | Nashville S. C.          |
| 17  | MED  | Malik Tillman          | 28 de mayo de 2002 (22 años)       | 11   | 0     | PSV Eindhoven            |
| 18  | POR  | Ethan Horvath          | 9 de junio de 1995 (29 años)       | 9    | 0     | Cardiff City F. C.       |
| 19  | DEL  | Haji Wright            | 27 de marzo de 1998 (26 años)      | 10   | 4     | Coventry City F. C.      |
| 20  | DEL  | Folarin Balogun        | 3 de julio de 2001 (22 años)       | 12   | 3     | A. S. Mónaco F. C.       |
| 21  | DEL  | Timothy Weah           | 22 de febrero de 2000 (24 años)    | 39   | 6     | Juventus F. C.           |
| 22  | DEF  | Joe Scally             | 31 de diciembre de 2002 (21 años)  | 11   | 0     | Borussia Mönchengladbach |
| 23  | DEF  | Kristoffer Lund        | 14 de mayo de 2002 (22 años)       | 3    | 0     | Palermo F. C.            |
| 24  | DEF  | Mark McKenzie          | 25 de febrero de 1999 (25 años)    | 13   | 0     | K. R. C. Genk            |
| 25  | POR  | Sean Johnson           | 31 de mayo de 1989 (35 años)       | 13   | 0     | Toronto F. C.            |
| 26  | DEL  | Josh Sargent           | 20 de febrero de 2000 (24 años)    | 23   | 5     | Norwich City F. C.       |

## Participación
- Los horarios son correspondientes al huso horario de cada sede.

### Partidos
| Fecha       | Ciudad               | Instancia      |                |                           | Resultado |                           |                |
| ----------- | -------------------- | -------------- | -------------- | ------------------------- | --------- | ------------------------- | -------------- |
| 23 de junio | Arlington            | Fase de grupos | Estados Unidos | Bandera de Estados Unidos | 2:0 (2:0) | Bandera de Bolivia        | Bolivia        |
| 27 de junio | Atlanta              | Fase de grupos | Panamá         | Bandera de Panamá         | 2:1 (1:1) | Bandera de Estados Unidos | Estados Unidos |
| 1 de julio  | Kansas City (Misuri) | Fase de grupos | Estados Unidos | Bandera de Estados Unidos | 0:1 (0:0) | Bandera de Uruguay        | Uruguay        |

### Fase de grupos - Grupo C

#### Posiciones
| Selección      | Pts | PJ | PG | PE | PP | GF | GC | Dif |
| -------------- | --- | -- | -- | -- | -- | -- | -- | --- |
| Uruguay        | 9   | 3  | 3  | 0  | 0  | 9  | 1  | +8  |
| Panamá         | 6   | 3  | 2  | 0  | 1  | 6  | 5  | +1  |
| Estados Unidos | 3   | 3  | 1  | 0  | 2  | 3  | 3  | 0   |
| Bolivia        | 0   | 3  | 0  | 0  | 3  | 1  | 10 | –9  |

|  | Clasificados a los cuartos de final. |

#### Estados Unidos vs. Bolivia
| Jornada 1; 23 de junio | Estados Unidos             | 2:0 (2:0) | Bolivia | AT&T Stadium, Arlington                                                          |                                                                                  |
| 17:00 (UTC-5)          | - Pulisic 3' - Balogun 44' | Reporte   |         | Asistencia: 47 873 espectadores Árbitro(s): Maurizio Mariani VAR: Marco Di Bello | Asistencia: 47 873 espectadores Árbitro(s): Maurizio Mariani VAR: Marco Di Bello |

| 1          | Guardameta     | Matt Turner       |     |
| 22         | Defensa        | Joe Scally        |     |
| 3          | Defensa        | Chris Richards    |     |
| 13         | Defensa        | Tim Ream          |     |
| 5          | Defensa        | Antonee Robinson  |     |
| 7          | Centrocampista | Giovanni Reyna    | 65' |
| 4          | Centrocampista | Tyler Adams       | 46' |
| 8          | Centrocampista | Weston McKennie   | 78' |
| 21         | Delantero      | Timothy Weah      | 86' |
| 20         | Delantero      | Folarin Balogun   | 66' |
| 10         | Delantero      | Christian Pulisic |     |
| Entrenador | Entrenador     | Gregg Berhalter   |     |

| 23         | Guardameta     | Guillermo Viscarra |     |
| 3          | Defensa        | Diego Medina       | 46' |
| 2          | Defensa        | Jesús Sagredo      |     |
| 4          | Defensa        | Luis Haquín        |     |
| 21         | Defensa        | José Sagredo       |     |
| 17         | Defensa        | Roberto Fernández  | 75' |
| 6          | Centrocampista | Leonel Justiniano  | 46' |
| 20         | Centrocampista | Fernando Saucedo   |     |
| 15         | Centrocampista | Gabriel Villamíl   |     |
| 19         | Delantero      | Bruno Miranda      | 67' |
| 9          | Delantero      | César Menacho      | 46' |
| Entrenador | Entrenador     | Antônio Zago       |     |

| 6  | Centrocampista | Yunus Musah      | 46' |
| 9  | Delantero      | Ricardo Pepi     | 65' |
| 15 | Centrocampista | Johnny Cardoso   | 66' |
| 14 | Centrocampista | Luca de la Torre | 78' |
| 11 | Centrocampista | Brenden Aaronson | 86' |

| 7  | Centrocampista | Miguel Terceros   | 46' |
| 22 | Centrocampista | Héctor Cuellar    | 46' |
| 18 | Delantero      | Rodrigo Ramallo   | 46' |
| 11 | Delantero      | Carmelo Algarañaz | 67' |
| 10 | Centrocampista | Ramiro Vaca       | 75' |

| Anotado | 3'  | Christian Pulisic | 1–0 |
| Anotado | 44' | Folarin Balogun   | 2–0 |

| Amonestado | 49' | Weston McKennie |

| Amonestado | 27'   | Leonel Justiniano |
| Amonestado | 28'   | Gabriel Villamíl  |
| Amonestado | 31'   | Luis Haquín       |
| Amonestado | 90+2' | Jesús Sagredo     |

| Árbitro             | Maurizio Mariani  |
| Árbitros asistentes | Daniele Bindoni   |
| Árbitros asistentes | Alberto Tegoni    |
| Cuarto árbitro      | Jhon Ospina       |
| Quinto árbitro      | Jhon Gallego      |
| VAR                 | Marco Di Bello    |
| Adicional VAR       | Aleandro Di Paolo |
| Asesor de árbitros  | Enrique Osses     |
| Quality Mánager     | Wilson Lamouroux  |

| 1          | Guardameta     | Matt Turner       |     |
| 22         | Defensa        | Joe Scally        |     |
| 3          | Defensa        | Chris Richards    |     |
| 13         | Defensa        | Tim Ream          |     |
| 5          | Defensa        | Antonee Robinson  |     |
| 7          | Centrocampista | Giovanni Reyna    | 65' |
| 4          | Centrocampista | Tyler Adams       | 46' |
| 8          | Centrocampista | Weston McKennie   | 78' |
| 21         | Delantero      | Timothy Weah      | 86' |
| 20         | Delantero      | Folarin Balogun   | 66' |
| 10         | Delantero      | Christian Pulisic |     |
| Entrenador | Entrenador     | Gregg Berhalter   |     |

| 23         | Guardameta     | Guillermo Viscarra |     |
| 3          | Defensa        | Diego Medina       | 46' |
| 2          | Defensa        | Jesús Sagredo      |     |
| 4          | Defensa        | Luis Haquín        |     |
| 21         | Defensa        | José Sagredo       |     |
| 17         | Defensa        | Roberto Fernández  | 75' |
| 6          | Centrocampista | Leonel Justiniano  | 46' |
| 20         | Centrocampista | Fernando Saucedo   |     |
| 15         | Centrocampista | Gabriel Villamíl   |     |
| 19         | Delantero      | Bruno Miranda      | 67' |
| 9          | Delantero      | César Menacho      | 46' |
| Entrenador | Entrenador     | Antônio Zago       |     |

| 6  | Centrocampista | Yunus Musah      | 46' |
| 9  | Delantero      | Ricardo Pepi     | 65' |
| 15 | Centrocampista | Johnny Cardoso   | 66' |
| 14 | Centrocampista | Luca de la Torre | 78' |
| 11 | Centrocampista | Brenden Aaronson | 86' |

| 7  | Centrocampista | Miguel Terceros   | 46' |
| 22 | Centrocampista | Héctor Cuellar    | 46' |
| 18 | Delantero      | Rodrigo Ramallo   | 46' |
| 11 | Delantero      | Carmelo Algarañaz | 67' |
| 10 | Centrocampista | Ramiro Vaca       | 75' |

| Anotado | 3'  | Christian Pulisic | 1–0 |
| Anotado | 44' | Folarin Balogun   | 2–0 |

| Amonestado | 49' | Weston McKennie |

| Amonestado | 27'   | Leonel Justiniano |
| Amonestado | 28'   | Gabriel Villamíl  |
| Amonestado | 31'   | Luis Haquín       |
| Amonestado | 90+2' | Jesús Sagredo     |

| Árbitro             | Maurizio Mariani  |
| Árbitros asistentes | Daniele Bindoni   |
| Árbitros asistentes | Alberto Tegoni    |
| Cuarto árbitro      | Jhon Ospina       |
| Quinto árbitro      | Jhon Gallego      |
| VAR                 | Marco Di Bello    |
| Adicional VAR       | Aleandro Di Paolo |
| Asesor de árbitros  | Enrique Osses     |
| Quality Mánager     | Wilson Lamouroux  |

| Estadísticas      | Bandera de Estados Unidos | Bandera de Bolivia |
| Tiros             | 20                        | 6                  |
| Tiros a puerta    | 8                         | 3                  |
| Faltas            | 8                         | 17                 |
| Saques de esquina | 7                         | 1                  |
| Penaltis          | 0                         | 0                  |
| Fueras de juego   | 1                         | 1                  |
| Posesión de balón | 61%                       | 39%                |

#### Panamá vs. Estados Unidos
| Jornada 2; 27 de junio | Panamá                       | 2:1 (1:1) | Estados Unidos | Mercedes-Benz Stadium, Atlanta                                              |                                                                             |
| 18:00 (UTC-4)          | - Blackman 26' - Fajardo 83' | Reporte   | Balogun 22'    | Asistencia: 59 145 espectadores Árbitro(s): Iván Barton VAR: Tatiana Guzmán | Asistencia: 59 145 espectadores Árbitro(s): Iván Barton VAR: Tatiana Guzmán |

| 22         | Guardameta     | Orlando Mosquera       |     |
| 23         | Defensa        | Michael Murillo        |     |
| 24         | Defensa        | Edgardo Fariña         |     |
| 3          | Defensa        | José Córdoba           |     |
| 25         | Defensa        | Roderick Miller        |     |
| 15         | Defensa        | Eric Davis             |     |
| 2          | Centrocampista | César Blackman         | 60' |
| 6          | Centrocampista | Cristian Martínez      | 76' |
| 8          | Centrocampista | Adalberto Carrasquilla |     |
| 10         | Centrocampista | Édgar Bárcenas         |     |
| 9          | Delantero      | Eduardo Guerrero       | 46' |
| Entrenador | Entrenador     | Thomas Christiansen    |     |

| 1          | Guardameta     | Matt Turner       | 46' |
| 22         | Defensa        | Joe Scally        |     |
| 3          | Defensa        | Chris Richards    |     |
| 13         | Defensa        | Tim Ream          | 86' |
| 5          | Defensa        | Antonee Robinson  |     |
| 8          | Centrocampista | Weston McKennie   |     |
| 4          | Centrocampista | Tyler Adams       | 46' |
| 7          | Centrocampista | Giovanni Reyna    | 46' |
| 21         | Delantero      | Timothy Weah      |     |
| 20         | Delantero      | Folarin Balogun   | 72' |
| 10         | Delantero      | Christian Pulisic |     |
| Entrenador | Entrenador     | Gregg Berhalter   |     |

| 17 | Delantero      | José Fajardo   | 46' |
| 13 | Centrocampista | Freddy Góndola | 60' |
| 5  | Centrocampista | Abdiel Ayarza  | 76' |

| 18 | Guardameta     | Ethan Horvath          | 46' |
| 2  | Defensa        | Cameron Carter-Vickers | 46' |
| 15 | Centrocampista | Johnny Cardoso         | 46' |
| 9  | Delantero      | Ricardo Pepi           | 72' |
| 26 | Delantero      | Josh Sargent           | 86' |

| Anotado | 26' | César Blackman | 1–1 |
| Anotado | 83' | José Fajardo   | 2–1 |

| Anotado | 22' | Folarin Balogun | 0–1 |

| Amonestado | 45'   | Eduardo Guerrero |
| Amonestado | 90+2' | Edgardo Fariña   |
| Amonestado | 90+3' | Freddy Góndola   |

| Amonestado | 33' | Antonee Robinson |
| Amonestado | 89' | Chris Richards   |

| Expulsado | 88' | Adalberto Carrasquilla |

| Expulsado | 18' | Timothy Weah |

| Árbitro             | Iván Barton       |
| Árbitros asistentes | David Morán       |
| Árbitros asistentes | Henri Pupiro      |
| Cuarto árbitro      | Kevin Ortega      |
| Quinto árbitro      | Stephen Atoche    |
| VAR                 | Tatiana Guzmán    |
| Adicional VAR       | David Rodríguez   |
| Asesor de árbitros  | Peter Prendergast |
| Quality Mánager     | Luis Vera         |

| 22         | Guardameta     | Orlando Mosquera       |     |
| 23         | Defensa        | Michael Murillo        |     |
| 24         | Defensa        | Edgardo Fariña         |     |
| 3          | Defensa        | José Córdoba           |     |
| 25         | Defensa        | Roderick Miller        |     |
| 15         | Defensa        | Eric Davis             |     |
| 2          | Centrocampista | César Blackman         | 60' |
| 6          | Centrocampista | Cristian Martínez      | 76' |
| 8          | Centrocampista | Adalberto Carrasquilla |     |
| 10         | Centrocampista | Édgar Bárcenas         |     |
| 9          | Delantero      | Eduardo Guerrero       | 46' |
| Entrenador | Entrenador     | Thomas Christiansen    |     |

| 1          | Guardameta     | Matt Turner       | 46' |
| 22         | Defensa        | Joe Scally        |     |
| 3          | Defensa        | Chris Richards    |     |
| 13         | Defensa        | Tim Ream          | 86' |
| 5          | Defensa        | Antonee Robinson  |     |
| 8          | Centrocampista | Weston McKennie   |     |
| 4          | Centrocampista | Tyler Adams       | 46' |
| 7          | Centrocampista | Giovanni Reyna    | 46' |
| 21         | Delantero      | Timothy Weah      |     |
| 20         | Delantero      | Folarin Balogun   | 72' |
| 10         | Delantero      | Christian Pulisic |     |
| Entrenador | Entrenador     | Gregg Berhalter   |     |

| 17 | Delantero      | José Fajardo   | 46' |
| 13 | Centrocampista | Freddy Góndola | 60' |
| 5  | Centrocampista | Abdiel Ayarza  | 76' |

| 18 | Guardameta     | Ethan Horvath          | 46' |
| 2  | Defensa        | Cameron Carter-Vickers | 46' |
| 15 | Centrocampista | Johnny Cardoso         | 46' |
| 9  | Delantero      | Ricardo Pepi           | 72' |
| 26 | Delantero      | Josh Sargent           | 86' |

| Anotado | 26' | César Blackman | 1–1 |
| Anotado | 83' | José Fajardo   | 2–1 |

| Anotado | 22' | Folarin Balogun | 0–1 |

| Amonestado | 45'   | Eduardo Guerrero |
| Amonestado | 90+2' | Edgardo Fariña   |
| Amonestado | 90+3' | Freddy Góndola   |

| Amonestado | 33' | Antonee Robinson |
| Amonestado | 89' | Chris Richards   |

| Expulsado | 88' | Adalberto Carrasquilla |

| Expulsado | 18' | Timothy Weah |

| Árbitro             | Iván Barton       |
| Árbitros asistentes | David Morán       |
| Árbitros asistentes | Henri Pupiro      |
| Cuarto árbitro      | Kevin Ortega      |
| Quinto árbitro      | Stephen Atoche    |
| VAR                 | Tatiana Guzmán    |
| Adicional VAR       | David Rodríguez   |
| Asesor de árbitros  | Peter Prendergast |
| Quality Mánager     | Luis Vera         |

| Estadísticas      | Bandera de Panamá | Bandera de Estados Unidos |
| Tiros             | 13                | 6                         |
| Tiros a puerta    | 4                 | 3                         |
| Faltas            | 19                | 4                         |
| Saques de esquina | 3                 | 0                         |
| Penaltis          | 0                 | 0                         |
| Fueras de juego   | 2                 | 3                         |
| Posesión de balón | 74%               | 26%                       |

#### Estados Unidos vs. Uruguay
| Jornada 3; 1 de julio | Estados Unidos | 0:1 (0:0) | Uruguay        | Arrowhead Stadium, Kansas City (Misuri)                                   |                                                                           |
| 20:00 (UTC-5)         |                | Reporte   | M. Olivera 66' | Asistencia: 55 460 espectadores Árbitro(s): Kevin Ortega VAR: Carlos Orbe | Asistencia: 55 460 espectadores Árbitro(s): Kevin Ortega VAR: Carlos Orbe |

| 1          | Guardameta     | Matt Turner       |     |
| 22         | Defensa        | Joe Scally        | 79' |
| 3          | Defensa        | Chris Richards    |     |
| 13         | Defensa        | Tim Ream          | 89' |
| 5          | Defensa        | Antonee Robinson  |     |
| 8          | Centrocampista | Weston McKennie   |     |
| 4          | Centrocampista | Tyler Adams       |     |
| 6          | Centrocampista | Yunus Musah       | 72' |
| 10         | Delantero      | Christian Pulisic |     |
| 20         | Delantero      | Folarin Balogun   | 41' |
| 7          | Delantero      | Giovanni Reyna    |     |
| Entrenador | Entrenador     | Gregg Berhalter   |     |

| 1          | Guardameta     | Sergio Rochet      |     |
| 8          | Defensa        | Nahitan Nández     |     |
| 4          | Defensa        | Ronald Araújo      |     |
| 16         | Defensa        | Mathías Olivera    |     |
| 17         | Defensa        | Matías Viña        | 72' |
| 5          | Centrocampista | Manuel Ugarte      | 89' |
| 15         | Centrocampista | Federico Valverde  |     |
| 11         | Centrocampista | Facundo Pellistri  |     |
| 7          | Centrocampista | Nicolás de la Cruz | 79' |
| 20         | Centrocampista | Maximiliano Araújo | 27' |
| 19         | Delantero      | Darwin Núñez       | 89' |
| Entrenador | Entrenador     | Pablo Quiroga      |     |

| 9  | Delantero      | Ricardo Pepi  | 41' |
| 26 | Delantero      | Josh Sargent  | 72' |
| 19 | Delantero      | Haji Wright   | 79' |
| 17 | Centrocampista | Malik Tillman | 89' |

| 25 | Delantero      | Cristian Olivera   | 27' |
| 2  | Defensa        | José María Giménez | 72' |
| 6  | Centrocampista | Rodrigo Bentancur  | 79' |
| 3  | Defensa        | Sebastián Cáceres  | 89' |
| 9  | Delantero      | Luis Suárez        | 89' |

| Anotado | 66' | Mathías Olivera | 0–1 |

| Amonestado | 17' | Tyler Adams    |
| Amonestado | 32' | Chris Richards |

| Amonestado | 45+4' | Darwin Núñez |

| Árbitro             | Kevin Ortega     |
| Árbitros asistentes | Michael Orué     |
| Árbitros asistentes | Stephen Atoche   |
| Cuarto árbitro      | Augusto Menéndez |
| Quinto árbitro      | José Antelo      |
| VAR                 | Carlos Orbe      |
| Adicional VAR       | Bryan Loayza     |
| Asesor de árbitros  | Ángel Sánchez    |
| Quality Mánager     | Víctor Carrillo  |

| 1          | Guardameta     | Matt Turner       |     |
| 22         | Defensa        | Joe Scally        | 79' |
| 3          | Defensa        | Chris Richards    |     |
| 13         | Defensa        | Tim Ream          | 89' |
| 5          | Defensa        | Antonee Robinson  |     |
| 8          | Centrocampista | Weston McKennie   |     |
| 4          | Centrocampista | Tyler Adams       |     |
| 6          | Centrocampista | Yunus Musah       | 72' |
| 10         | Delantero      | Christian Pulisic |     |
| 20         | Delantero      | Folarin Balogun   | 41' |
| 7          | Delantero      | Giovanni Reyna    |     |
| Entrenador | Entrenador     | Gregg Berhalter   |     |

| 1          | Guardameta     | Sergio Rochet      |     |
| 8          | Defensa        | Nahitan Nández     |     |
| 4          | Defensa        | Ronald Araújo      |     |
| 16         | Defensa        | Mathías Olivera    |     |
| 17         | Defensa        | Matías Viña        | 72' |
| 5          | Centrocampista | Manuel Ugarte      | 89' |
| 15         | Centrocampista | Federico Valverde  |     |
| 11         | Centrocampista | Facundo Pellistri  |     |
| 7          | Centrocampista | Nicolás de la Cruz | 79' |
| 20         | Centrocampista | Maximiliano Araújo | 27' |
| 19         | Delantero      | Darwin Núñez       | 89' |
| Entrenador | Entrenador     | Pablo Quiroga      |     |

| 9  | Delantero      | Ricardo Pepi  | 41' |
| 26 | Delantero      | Josh Sargent  | 72' |
| 19 | Delantero      | Haji Wright   | 79' |
| 17 | Centrocampista | Malik Tillman | 89' |

| 25 | Delantero      | Cristian Olivera   | 27' |
| 2  | Defensa        | José María Giménez | 72' |
| 6  | Centrocampista | Rodrigo Bentancur  | 79' |
| 3  | Defensa        | Sebastián Cáceres  | 89' |
| 9  | Delantero      | Luis Suárez        | 89' |

| Anotado | 66' | Mathías Olivera | 0–1 |

| Amonestado | 17' | Tyler Adams    |
| Amonestado | 32' | Chris Richards |

| Amonestado | 45+4' | Darwin Núñez |

| Árbitro             | Kevin Ortega     |
| Árbitros asistentes | Michael Orué     |
| Árbitros asistentes | Stephen Atoche   |
| Cuarto árbitro      | Augusto Menéndez |
| Quinto árbitro      | José Antelo      |
| VAR                 | Carlos Orbe      |
| Adicional VAR       | Bryan Loayza     |
| Asesor de árbitros  | Ángel Sánchez    |
| Quality Mánager     | Víctor Carrillo  |

| Estadísticas      | Bandera de Estados Unidos | Bandera de Uruguay |
| Tiros             | 8                         | 12                 |
| Tiros a puerta    | 3                         | 5                  |
| Faltas            | 12                        | 12                 |
| Saques de esquina | 2                         | 3                  |
| Penaltis          | 0                         | 0                  |
| Fueras de juego   | 1                         | 0                  |
| Posesión de balón | 49%                       | 51%                |

## Estadísticas

### Participación de jugadores
| N.° | Pos        | Jugador       | PJ | Minutos jugados | Goles recibidos | Atajos | Tarjetas amarillas | Doble tarjeta amarilla y roja | Tarjetas rojas |
| --- | ---------- | ------------- | -- | --------------- | --------------- | ------ | ------------------ | ----------------------------- | -------------- |
| 1   | Guardameta | Matt Turner   | 3  | 226             | 2               | 8      | 0                  | 0                             | 0              |
| 18  | Guardameta | Ethan Horvath | 1  | 44              | 1               | 1      | 0                  | 0                             | 0              |
| 25  | Guardameta | Sean Johnson  | 0  | 0               | 0               | 0      | 0                  | 0                             | 0              |

| N.° | Pos            | Jugador                | PJ | Minutos jugados | Goles | Asistencias | Tarjetas Amarillas | Doble tarjeta amarilla y roja | Tarjetas rojas |
| --- | -------------- | ---------------------- | -- | --------------- | ----- | ----------- | ------------------ | ----------------------------- | -------------- |
| 2   | Defensa        | Cameron Carter-Vickers | 1  | 44              | 0     | 0           | 0                  | 0                             | 0              |
| 3   | Defensa        | Chris Richards         | 3  | 270             | 0     | 0           | 2                  | 0                             | 0              |
| 4   | Centrocampista | Tyler Adams            | 3  | 182             | 0     | 0           | 1                  | 0                             | 0              |
| 5   | Defensa        | Antonee Robinson       | 3  | 270             | 0     | 1           | 1                  | 0                             | 0              |
| 6   | Centrocampista | Yunus Musah            | 2  | 116             | 0     | 0           | 0                  | 0                             | 0              |
| 7   | Centrocampista | Giovanni Reyna         | 3  | 202             | 0     | 0           | 0                  | 0                             | 0              |
| 8   | Centrocampista | Weston McKennie        | 3  | 258             | 0     | 0           | 1                  | 0                             | 0              |
| 9   | Delantero      | Ricardo Pepi           | 3  | 92              | 0     | 0           | 0                  | 0                             | 0              |
| 10  | Delantero      | Christian Pulisic      | 3  | 270             | 1     | 1           | 0                  | 0                             | 0              |
| 11  | Delantero      | Brenden Aaronson       | 1  | 4               | 0     | 0           | 0                  | 0                             | 0              |
| 12  | Defensa        | Miles Robinson         | 0  | 0               | 0     | 0           | 0                  | 0                             | 0              |
| 13  | Defensa        | Tim Ream               | 3  | 265             | 0     | 0           | 0                  | 0                             | 0              |
| 14  | Centrocampista | Luca de la Torre       | 1  | 12              | 0     | 0           | 0                  | 0                             | 0              |
| 15  | Centrocampista | Johnny Cardoso         | 2  | 68              | 0     | 0           | 0                  | 0                             | 0              |
| 16  | Defensa        | Shaquell Moore         | 0  | 0               | 0     | 0           | 0                  | 0                             | 0              |
| 17  | Centrocampista | Malik Tillman          | 1  | 1               | 0     | 0           | 0                  | 0                             | 0              |
| 19  | Delantero      | Haji Wright            | 1  | 11              | 0     | 0           | 0                  | 0                             | 0              |
| 20  | Delantero      | Folarin Balogun        | 3  | 178             | 2     | 0           | 0                  | 0                             | 0              |
| 21  | Delantero      | Timothy Weah           | 2  | 104             | 0     | 1           | 0                  | 0                             | 1              |
| 22  | Defensa        | Joe Scally             | 3  | 259             | 0     | 0           | 0                  | 0                             | 0              |
| 23  | Defensa        | Kristoffer Lund        | 0  | 0               | 0     | 0           | 0                  | 0                             | 0              |
| 24  | Defensa        | Mark McKenzie          | 0  | 0               | 0     | 0           | 0                  | 0                             | 0              |
| 26  | Delantero      | Josh Sargent           | 2  | 22              | 0     | 0           | 0                  | 0                             | 0              |

### Goleadores
| N.°   | Jugador           | Anotado | PJ | Prom. | Jugada | Cabeza | TL | Penal |
| ----- | ----------------- | ------- | -- | ----- | ------ | ------ | -- | ----- |
| 1     | Folarin Balogun   | 2       | 3  | 0.67  | 2      | 0      | 0  | 0     |
| 2     | Christian Pulisic | 1       | 3  | 0.33  | 1      | 0      | 0  | 0     |
| Total | Total             | 3       | 3  | 1     | 3      | 0      | 0  | 0     |

### Asistencias
| N.°   | Jugador           | Asistencia | Jugada | Cabeza | TL | SdE |
| ----- | ----------------- | ---------- | ------ | ------ | -- | --- |
| 1     | Christian Pulisic | 1          | 1      | 0      | 0  | 0   |
| 1     | Timothy Weah      | 1          | 1      | 0      | 0  | 0   |
| 1     | Antonee Robinson  | 1          | 1      | 0      | 0  | 0   |
| Total | Total             | 3          | 3      | 0      | 0  | 0   |

### Sanciones disciplinarias
| N.°   | Jugador          | Amonestado | Otorgado · Expulsado | Expulsado | Sanción |
| ----- | ---------------- | ---------- | -------------------- | --------- | ------- |
| 1     | Chris Richards   | 2          | 0                    | 0         |         |
| 2     | Weston McKennie  | 1          | 0                    | 0         |         |
| 2     | Antonee Robinson | 1          | 0                    | 0         |         |
| 2     | Tyler Adams      | 1          | 0                    | 0         |         |
| Total | Total            | 5          | 0                    | 0         |         |